# Echidnogryllacris
Echidnogryllacris is een geslacht van rechtvleugeligen uit de familie Gryllacrididae. De wetenschappelijke naam van dit geslacht is voor het eerst geldig gepubliceerd in 1912 door Achille Griffini.

## Soorten
Het geslacht Echidnogryllacris  is monotypisch en omvat slechts de volgende soort:
- Echidnogryllacris sanguinolenta (Brunner von Wattenwyl, 1888)